# Igreja Presbiteriana da Guiana
A Igreja Presbiteriana da Guiana   (IPG) - em inglês Presbyterian Church of Guyana - é uma denominação presbiteriana, estabelecida na Guiana em 1816, pelo Rev. Archibald Browne, pastor da Igreja da Escócia.

## História
Em 1815, a Guiana recebeu colonos escoces, membros da Igreja da Escócia
Em 1816, o Rev. Archibald Browne, pastor da Igreja da Escócia, chegou a Guiana para assistir os colonos escoceses na região. 
Ao decorrer das década mais igrejas foram plantadas e a Igreja Presbiterias da Guiana tornou-se uma denominação independente em 1967..

## Relações Intereclesiásticas
A denominação é membro da Comunhão Mundial das Igrejas Reformadas.